# Карне
Карне (фр. Carnet) насеље је и општина у северној Француској у региону Доња Нормандија, у департману Манш која припада префектури Авранш.
По подацима из 2011. године у општини је живело 477 становника, а густина насељености је износила 46,86 становника/km². Општина се простире на површини од 10,18 km². Налази се на средњој надморској висини од 85 метара (максималној 138 m, а минималној 40 m).

## Демографија
| 1962. | 1968. | 1975. | 1982. | 1990. | 1999. | 2011. |
| ----- | ----- | ----- | ----- | ----- | ----- | ----- |
| 413   | 476   | 446   | 412   | 398   | 433   | 477   |

График промене броја становника у току последњих година